# Organizzazioni armate di sinistra in Italia
Elenco delle principali organizzazioni armate di sinistra in Italia. Include gruppi attivi in Italia in diversi periodi storici, differenti tra loro per entità e scopi, ma accomunati dall'uso delle armi a scopo eversivo e dall'orientamento politico di sinistra, in particolar modo marxista rivoluzionario. La maggior parte di queste organizzazioni si sviluppò nei cosiddetti anni di piombo, tra la fine degli anni sessanta e la seconda metà del decennio successivo.
Per un analogo elenco di organizzazioni ispirate a ideologie di destra, vedere le organizzazioni armate di destra in Italia. Non sono incluse organizzazioni politiche legali e non armate, di cui alcuni membri compirono a volte atti terroristici o violenti (es. Potere Operaio, Lotta Continua, ecc.) né organizzazioni di terrorismo anarchico (come la Federazione Anarchica Informale).
| Nome esteso                                                           | Sigla            | Periodo             | Luogo                                                                        | Ispirazione | Principali azioni |
| --------------------------------------------------------------------- | ---------------- | ------------------- | ---------------------------------------------------------------------------- | --- | --- |
| Armata Rossa Giapponese                                               | ARG              | 1971-2001           | Giappone, Italia, Medio Oriente                                              | Comunismo, antiamericanismo, antimperialismo in Giappone, anticapitalismo, Repubblicanesimo in Giappone                                                | Attentato alla sede Nato di Napoli, omicidi e attentati nel mondo |
| Azione Rivoluzionaria                                                 | AR               | 1977-1980           | Centro-Nord Italia                                                           | Anarchismo, Internazionale Situazionista Marxismo consiliarista, RAF Repubblicanesimo                                                                  | Sabotaggi, attacchi contro sedi di giornali e di partiti, diffusione di falsi comunicati sindacali |
| Barbagia Rossa                                                        | BarbRo           | 1978-1982           | Sardegna                                                                     | Brigate Rosse, Indipendentismo sardo, Repubblicanesimo, Gruppi d'Azione Partigiana,                                                                    | Attentati contro carabinieri e strutture carcerarie, due omicidi |
| Brigate Comuniste                                                     | BC               | 1973-1979           | Nord Italia                                                                  | Autonomia operaia comunismo Repubblicanesimo | Sabotaggio alla International Telephone and Telegraph Corporation di Fizzonasco, attacco e demolizione del carcere di Bergamo in costruzione |
| Brigata d'assalto Dante Di Nanni                                      | BAD              | 1972-1977           | Italia                                                                       | Autonomia operaia, antifascismo, comunismo, Repubblicanesimo                                                                                           | Attentati contro sedi militari, ripetitori Rai e partiti di destra |
| Brigata proletaria Erminio Ferretto                                   | BE               | 1972-1974           | Italia                                                                       | Autonomia Operaia, Brigate Rosse comunismo Repubblicanesimo                                                                                            | Attentati contro banche e sedi industriali, assalto armato alla sede della Cisnal di Mestre |
| Brigate Operaie per il Comunismo                                      | BOC              | 1973-1985           | Italia                                                                       | Autonomia Operaia Comunismo, Lotta armata, Operaismo, Potere Operaio, Repubblicanesimo, Rivista Rosso                                                  | attentati e rapine ai danni di banche industrie, ed azioni violente contro i corpi di polizia e carabinieri |
| Brigate Rosse                                                         | BR               | 1969-1989/1999-2003 | Italia                                                                       | antimperialismo, anticapitalismo e antifascismo, comunismo, Lotta armata metropolitana marxismo-leninismo, maoismo, operaismo armato, Repubblicanesimo | Attacchi dimostrativi e intimidatori nelle fabbriche; attacchi ed intimidazioni contro industriali, magistrati, politici e forze dell'ordine; rapine in banca ed espropri; rapimenti, sequestri (Gancia, Mario Sossi) ed omicidi politici; evasioni dalle carceri; agguato di via Fani, sequestro ed omicidio di Aldo Moro. Sigle utilizzate dopo il 1980: BR-Colonna "Walter Alasia", BR-Partito Guerriglia, BR-Partito Comunista Combattente, Unione dei Comunisti Combattenti (UCC). |
| Brigata XXVIII marzo                                                  | XXVIII marzo     | 1980                | Lombardia                                                                    | Brigate Rosse Repubblicanesimo | Omicidio di Walter Tobagi |
| Cellule di offensiva rivoluzionaria                                   | COR              | 2003-2004           | Toscana, Roma                                                                | Marxismo consiliarista Lottarmatismo | Attentati intimidatori contro membri di AN e incendiari contro sedi di FI |
| Circolo XXII Ottobre                                                  | XXII Ottobre     | 1969-1971           | Nord Italia                                                                  | marxismo-leninismo sinistra operaista Repubblicanesimo                                                                                                 | Attentati a sedi istituzionali, omicidio di Alessandro Floris, rapimento di Sergio Gadolla |
| Collettivi politici veneti                                            | CPV              | 1974-1985           | Italia                                                                       | Autonomia operaia, lotta di classeRepubblicanesimo | Attentati contro sedi militari, capitaliste e di destra presenti in Italia, notti dei fuochi del Veneto, rapine in banca |
| Comitati comunisti rivoluzionari                                      | CoCoRi           | 1975-1985           | Nord Italia                                                                  | lotta di classe sinistra operaista, Repubblicanesimo                                                                                                   | Uccisioni di guardie giurate |
| Comunisti Organizzati per la Liberazione Proletaria di Prima Linea    | COLP             | 1981-1983           | Italia, Francia, Spagna                                                      | Prima Linea, anti-carcere | Evasione di Cesare Battisti (PAC) dal carcere di Frosinone. Evasione dal carcere di Rovigo di Susanna Ronconi, Marina Premoli, Loredana Biancamano, Federica Meroni (Prima Linea) |
| Collettivo politico metropolitano                                     | CPM              | 1969-1970           | Italia                                                                       | Brigate Rosse, lotta di classe operaismo comunista, Repubblicanesimo, lotta di classe                                                                  | Manifestazioni violente contro la polizia, occupazione di case |
| Consiglio Rivoluzionario di al-Fatah                                  | FRC              | 1974                | Italia, Israele                                                              | Abu Nidal antisionismo Socialismo arabo, antisionismo, nazionalismo palestinese, Repubblicanesimo, rivoluzione proletaria                              | Strage di Fiumicino, omicidi contro cittadini israeliani oppure legati ad Israele, attentati contro banche, industrie ed attività commerciali israeliane in Italia |
| Esercito del popolo                                                   | EDP              | 1981                | Italia                                                                       | Comunismo, lotta di classe, rivoluzione proletaria | Attacco alla sede Rai di Primiero |
| Esercito Popolare di Liberazione                                      | EPL              | 1967-1972           | Italia                                                                       | Comunismo, lotta di classe, Repubblicanesimo rivoluzione proletaria                                                                                    | Attentati dinamitardi a sedi industriali e banche italiane ed internazionali, sedi Rai, caserme e postazioni militari, assalto alla sede Rai di Padova, al giornale l'Adige di Trento |
| Gruppi Armati Radicali per il Comunismo                               | GARC             | 1977                | Italia                                                                       | Comunismo, lotta di classe, Repubblicanesimo rivoluzione proletaria                                                                                    | Attentati dinamitardi a sedi industriali e finanziarie liguri |
| Formazioni Comuniste Armate                                           | FCA              | 1975-1976           | Centro Italia                                                                | operaismo comunista, lotta di classe, Formazioni Comuniste Armate                                                                                      | Omicidi contro poliziotti, imprenditori e magistrati |
| Formazioni comuniste combattenti                                      | FCC              | 1978                | Centro Italia                                                                | Prima Linea | Omicidio di Fedele Calvosa, procuratore capo di Frosinone |
| Fronte Armato Rivoluzionario Operaio                                  | FARO             | 1971-1975           | Italia, Svizzera, Liechtenstein, Cecoslovacchia, Cuba                        | Lavoro illegale, lotta di classe operaismo comunista,                                                                                                  | Azioni violente contro banche, gruppi industriali e finanziari, omicidi e azioni violente contro capitalisti e gruppi di destra, rapimento di Carlo Saronio, espropri proletari |
| Fronte comunista combattente                                          | FCC              | 1977-1979           | Italia                                                                       | Autonomia operaia, Prima linea, lotta di classe | Azioni violente ed omicidi contro imprenditori ed industriali |
| Fronte combattente comunista - Marche                                 | FCC              | 1978-1979           | Marche Italia                                                                | Brigate Rosse, lotta di classe | Azioni violente ed omicidi contro imprenditori ed industriali legati alla Democrazia Cristiana |
| Fronte popolare di liberazione                                        | FPL              | 1967-1972           | Nord Italia                                                                  | Gruppi d'Azione Partigiana, operaismo comunista, liberazione nazionale, lotta di classe, antimperialismo                                               | Attacchi a banche e alle sedi Rai |
| Fronte Popolare per la Liberazione della Palestina                    | FPLP             | 1967                | Italia, Germania Ovest, Israele, Francia, Grecia                             | Comunismo, operaismo comunista, comunitarismo, nazionalismo palestinese, antisionismo                                                                  | Attentati a banche industrie e sedi Nato, omicidi contro cittadini israeliani, strage di Fiumicino del 1985 |
| Gruppi d'Azione Partigiana                                            | GAP              | 1967-1972           | Nord Italia                                                                  | Insurrezionalismo di liberazione nazionale, comunismo, guevarismo, antifascismo, Gruppi di Azione Patriottica                                          | azioni di guerriglia contro le forze armate in Appennino, Attentato dinamitardo contro un traliccio a Segrate in cui morì il leader Giangiacomo Feltrinelli, azioni dimostrative con il FLP e l'ELP |
| Gruppi Armati Proletari                                               | GAP              | 1977-1983           | Italia                                                                       | Comunismo, operaismo comunista, Autonomia operaia | Lotta di classe, azioni di guerriglia contro le forze armate in Appennino, attentati contro le banche e le industrie |
| Gruppi di Fuoco                                                       | GdF              | 1976-1981           | Nord Italia                                                                  | Prima Linea, operaismo comunista, liberazione nazionale, lotta di classe, antimperialismo                                                              | Attacchi a banche e alle sedi Rai |
| Guerriglia Rossa                                                      | GR               | 1979                | Italia                                                                       | Brigate Rosse, Brigata XXVIII marzo, Colonna Walter Alasia, operaismo comunista, comunismo                                                             | Attentati a multinazionali capitaliste, banche, sedi militari e fabbriche nel Nord Italia |
| Guerriglia Comunista                                                  | GC               | 1977-1979           | Italia                                                                       | Brigate Rosse, operaismo comunista, lotta di classe, lotta contro l'eroina                                                                             | Attacchi a banche, omicidi di spacciatori |
| Guerriglia metropolitana per il comunismo                             | GMC              | 1987-1990           | Italia, Francia, Germania Ovest                                              | Autonomia operaia, operaismo comunista, antimperialismo                                                                                                | Attentati contro la Nato, omicidi dei poliziotti Rolando Lanari e Giuseppe Scravaglieri |
| Guerriglia Proletaria                                                 | GP               | 1976-1981           | Italia                                                                       | operaismo comunista, Autonomia operaia | Attentati dinamitardi a banche e sedi della Confindustria |
| Guerra di Classe per il Comunismo                                     |                  | 1975-1981           | Nord Italia                                                                  | Prima Linea, operaismo comunista, liberazione nazionale, lotta di classe, antimperialismo                                                              | Attacchi a banche e alle sedi Rai |
| Lotta Armata per il Comunismo                                         | LAC              | 1970-1980           | Italia                                                                       | Comunismo | Attentati a sedi industriali, azioni violente contro le banche |
| Lotta Armata per il Potere Proletario                                 | LAP              | 1973-1977           | Italia                                                                       | lotta di classe, comunismo, Formazioni Comuniste Armate, Operaismo                                                                                     | Attentati a banche, industrie e sedi militari |
| Volante Rossa "Martiri Partigiani"                                    | La Volante Rossa | 1945-1949           | Nord Italia                                                                  | Resistenza italiana, comunismo | Omicidi di ex-fascisti, liberali o industriali, in genere di anticomunisti |
| Movimento armato sardo                                                | MAS              | 1983-1984           | Sardegna, Italia                                                             | comunismo Operaismo comunista, Repubblicanesimo, indipendentismo sardo                                                                                 | Omicidi contro carabinieri ed esponenti della borghesia italiana e sarda |
| Movimento Comunista Combattente                                       | MCC              | 1979                | Italia                                                                       | Operaismo, Comunista, Autonomia Operaia | Lotta per la casa, espropri proletari |
| Movimento Comunista Popolare Rivoluzionario                           | MCP              | 1977-1980           | Italia                                                                       | Operaismo, Comunismo, Populismo di sinistra, Repubblicanesimo, Collettivi politici veneti                                                              | attentati contro fabbriche ed aziende del Nord Italia, azioni di sabotaggio contro le basi militari della Nato, Notti dei fuochi del Veneto, |
| Movimento Comunista Rivoluzionario                                    | MCR              | 1979-1980           | Italia                                                                       | Brigate Rosse Operaismo comunista Repubblicanesimo | Lotta per la casa, lotta contro il carovita e le carceri, azioni armate contro agenzie immobiliari e membri delle forze dell'ordine |
| Movimento Giustizia Proletaria                                        | MGP              | 2019-indefinito     | Italia                                                                       | Libertarismo rivoluzionario | [ 1 ] [ 2 ] |
| Movimento Proletario Resistenza Offensivo                             | MPRO             | 1977-1980           | Centro Italia                                                                | Brigate Rosse, Movimento proletari prigionieri, operaismo comunista                                                                                    | Lotta di classe, lotta per la casa, lotta contro l'eroina |
| Nuclei armati comunisti                                               | NAC              | 1983                | Italia                                                                       | Autonomia Operaialotta di classe, Repubblicanesimo | Attentati contro banche, industrie ed istituzioni |
| Nuclei Armati Comunisti Rivoluzionari-Brigate Rosse                   | NACORI           | 1973-1983           | Italia                                                                       | Autonomia operaia Brigate Rosse, lotta di classe, Repubblicanesimo                                                                                     | Omicidio di Sebastiano Vinci |
| Nuclei armati per il contropotere territoriale                        | NACT             | 1977-1985           | Nord Italia Centro Italia                                                    | Autonomia Operaia, antifascismo, Comitati comunisti rivoluzionari, operaismo comunista,, lotta di classe                                               | Strage di Acca Larentia |
| Nuclei Armati Comunisti                                               | NAC              | 1980-1982           | Nord Italia                                                                  | Brigate Rosse Comunismo lotta di classe rivoluzione proletaria                                                                                         | azioni armate contro aziende ed imprenditori locali |
| Nuclei Armati Potere Operaio                                          | NAPO             | 1973-1982           | Italia                                                                       | Autonomia operaia, operaismo comunista | Attentati a banche e a istituzioni industriali, azioni violente contro poliziotti |
| Nuclei armati proletari                                               | NAP              | 1974-1977           | Sud Italia                                                                   | Brigate Rosse | Sequestri, rapimenti e agguati contro personalità istituzionali, attacchi ed omicidi contro forze dell'ordine e politici, rapine in banca, attacchi esplosivi, lotte nelle carceri |
| Nuclei per il Contropotere Comunista                                  | NCC              | 1973-1983           | Italia                                                                       | Autonomia operaia, operaismo comunista | Assalti a banche ed a sedi industriali |
| Nuove Brigate Rosse                                                   | Nuove BR         | 1999-2009           | Centro-Nord Italia                                                           | Brigate Rosse | Attentati e omicidi di politici (Massimo D'Antona e Marco Biagi) |
| Nuclei Comunisti Combattenti                                          | NCC              | 1977-1999           | Centro Italia                                                                | Nuove Brigate Rosse | Attentanti alla Confindustria |
| Nuclei comunisti territoriali                                         | NCT              | 1979-1980           | Piemonte                                                                     | Prima Linea | Sabotaggio alla fabbrica FRAMTEK |
| Nuclei di comunisti                                                   | NDC              | 1981-1983           | Italia                                                                       | Comunisti Organizzati per la Liberazione Proletaria | Attentati e sabotaggi contro il capitalismo e lo Stato italiano |
| Nuclei comunisti guerriglia proletaria                                | NCGP             | 1977-1979           | Lombardia, Veneto                                                            | Proletari Armati per il Comunismo | Omicidi contro imprenditori, poliziotti e militari |
| Nuclei Iniziativa Proletaria Rivoluzionaria                           | NIPR             | 1999-2003           | Italia                                                                       | operaismo comunista, Nuove Brigate Rosse, Proletariato                                                                                                 | Lotta di classe, attentati contro la Nato, attentati contro Confindustria |
| Nuclei Operai Resistenza Armata                                       | NORA             | 1970-1973           | Nord Italia                                                                  | Autonomia operaia, Brigate Rosse, operaismo comunista, lotta di classe                                                                                 | Attentati contro le fabbriche e contro le banche |
| Nuclei proletari comunisti                                            | NPC              | 1999-2003           | Italia                                                                       | Comunismo, Nuove Brigate Rosse, lotta di classe | Attentati contro banche, industrie e sedi militari ed omicidi contro giuslavorsiti |
| Nuclei proletari organizzati per il comunismo                         | NPO              | 1977-1979           | Italia                                                                       | Operaismo comunista, Proletari Armati per il Comunismo, Autonomia operaia                                                                              | Lotta di classe, attentati contro Nato e Confindustria |
| Nuclei territoriali antimperialisti                                   | NTA              | 1991-2004           | Italia                                                                       | operaismo comunista, Nuove Brigate Rosse, lotta di classe, anticapitalismo                                                                             | attentati contro la Nato |
| Nuovi partigiani                                                      | NP               | 1967-1977           | Italia                                                                       | Comunismo, operaismo comunista, antifascismo | Attentati a banche, caserme militari e sedi di partiti di destra |
| Nuclei per il potere del proletario armato                            | NPPA             | 1983                | Italia                                                                       | Operaismo comunista, Brigate Rosse, comunismo | Attentati contro le banche e le carceri, omicidio di Germana Stefanini |
| Organizzazione operaia per il comunismo                               | OOC              | 1973-1983           | Italia                                                                       | rivoluzione proletaria, lotta di classe | Attentati contro banche e fabbriche in Italia |
| Pantere Rosse                                                         | PA               | 1970-1982           | Italia                                                                       | Nuclei armati proletari, Brigate Rosse, Movimento proletari prigionieri, operaismo comunista, Proletariato extra legale                                | Lotta di classe, lotte carcerarie |
| Partito Comunista Politico-Militare                                   | PCPM             | 2007                | Nord Italia                                                                  | Seconda posizione | Progettato attentato a Pietro Ichino, assalti a fabbriche e banche |
| Prima Linea                                                           | PL               | 1976-1981           | Italia                                                                       | Autonomia Operaia | Omicidi di personalità istituzionali, evasioni dalle carceri |
| Primi fuochi di guerriglia                                            | PFG              | 1977-1978           | Centro-Sud Italia                                                            | Autonomia Operaia Comunismo Questione meridionale | Attentati a sedi militari |

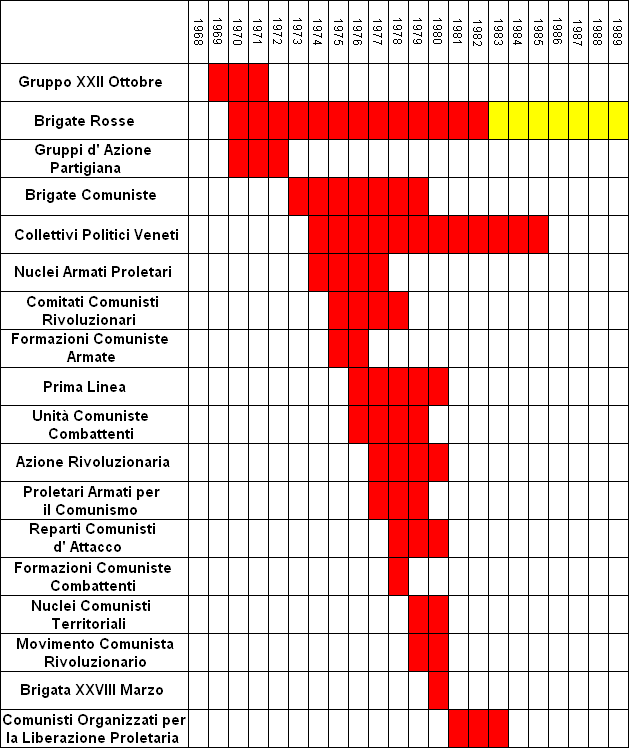
Cronologia delle organizzazioni armate di sinistra in Italia

| Proletari Armati per il Comunismo                                     | PAC              | 1977-1979           | Nord Italia                                                                  | Autonomia Operaia, illegalismo proletario | Rapine in banca e omicidi di commercianti e poliziotti |
| Proletari armati in lotta                                             | PAIL             | 1970-1974           | Centro Italia                                                                | Lotta continua, comunismo | Lotta di classe, anticapitalismo, rivolta di San Benedetto del Tronto |
| Proletari comunisti organizzati                                       | PCO              | 1975-1985           | Italia                                                                       | Collettivi politici veneti, Autonomia operaia | Azioni di sabotaggio contro industrie, banche e forze dell'ordine |
| Rote Armee Fraktion                                                   | RAF              | 1970-1998           | Germania Ovest, Svizzera, Austria, Francia, Italia, Spagna, Somalia, Israele | Operaismo comunista, lotta di classe, anticapitalismo                                                                                                  | Sabotaggi ed attacchi incendiari ed esplosivi a fabbriche, strutture militari, basi Nato, carceri, sedi di forze dell'ordine e sedi istituzionali; evasioni dalle carceri; rapine in banca; attacchi ed omicidi contro politici, forze dell'ordine ed industriali; collaborazione ad un dirottamento aereo. In Italia: assalti a banche ed a sedi tedesche in Italia; collaborazione nel sequestro Moro; collaborazione con il movimento internazionale Separat                         |
| Reparti comunisti d'attacco                                           | RCA              | 1978-1980           | Lombardia                                                                    | Formazioni comuniste combattenti | Ferimenti di personalità, irruzione a Radio Torino Internazionale |
| Ronde armate proletarie                                               | RAP              | 1975-1980           | Italia                                                                       | Comunismo, Autonomia operaia, Prima linea | Lotta di classe, omicidi ed attentati contro industriali, banchieri e militanti di destra; omicidio di Giuseppe Pisciuneri a San Salvario, Torino |
| Ronde proletarie per il comunismo                                     | RP               | 1977- 1980          | Lombardia Italia                                                             | Prima linea, lotta di classe, Comunismo, rivoluzione proletaria, Autonomia operaia                                                                     | Attentati contro banche ed industrie Attentati a banche, gruppi di destra, istituzioni scolastiche e militari |
| Settembre Nero                                                        | SN               | 1970-1979           | Italia, Germania Ovest, Israele                                              | Socialismo arabo, comunitarismo, Repubblicanesimo, nazionalismo palestinese, antisionismo                                                              | Attentati ad istituzioni israeliane in Italia, strage di Fiumicino del 1973, massacro di Monaco in Germania Ovest |
| Squadre Armate Comuniste                                              | SAC              | 1973                | Italia                                                                       | Comunismo Lotta di classe Operaismo Proletariato | Attentati contro banche ed industri capitaliste |
| Squadre armate proletarie                                             | SAP              | 1977-1979           | Italia                                                                       | Comunismo, Autonomia operaia | Omicidio di Fedele Calvosa, attentati contro la Fiat e l'Alfasud |
| Squadre operaie armate                                                | SOA              | 1973-1976           | Centro-Nord Italia                                                           | Autonomia operaia, Prima linea, Brigate Rosse | Attentati alle fabbriche, azioni violente contro le banche |
| Squadre proletarie di combattimento-Esercito di liberazione comunista | SPC              | 1975-1977           | Italia                                                                       | Comunismo, Prima linea, Movimento Proletario di Resistenza Offensivo                                                                                   | Omicidi ed azioni armate contro imprenditori spacciatori di eroina e membri delle forze dell'ordine |
| Superclan (Super-Clandestini)                                         | Superclan        | 1970-1971           | Italia, Grecia, Europa                                                       | Comunismo, antiamericanismo, Sinistra Proletaria | Fallito attentato all'ambasciata americana di Atene |
| Unità comuniste combattenti                                           | UCC              | 1976-1979           | Centro-Nord Italia                                                           | Formazioni comuniste armate | Irruzioni in sedi di organi istituzionali e industriali |
| Unione dei Comunisti Combattenti                                      | UdCC             | 1984-1987           | Italia, Francia                                                              | Comunismo, Brigate Rosse, Brigate Rosse Partito-Comunista Combattente                                                                                  | Lotta di classe, azioni armate contro il governo italiano, azioni armate contro la Nato, attentati con la Polizia Italiana e contro l'Esercito Italiano |